# یاکوب شوبرت
یاکوب شوبرت (آلمانی: Jakob Schubert؛ زادهٔ ۳۱ دسامبر ۱۹۹۰) سنگ‌نورد اهل اتریش است.